# Kyjanka (rejon emilczyński)
Kyjanka (ukr. Киянка) – wieś na Ukrainie, w obwodzie żytomierskim, w rejonie nowogrodzkim, nad rzeką Brodeć. W 2001 roku liczyła 422 mieszkańców.
Pierwsza wzmianka o wsi pochodzi z 1584 roku. W czasach radzieckich w miejscowości znajdowała się siedziba kołchozu „Ukrajina”. 